# José Pedro Xavier da Veiga

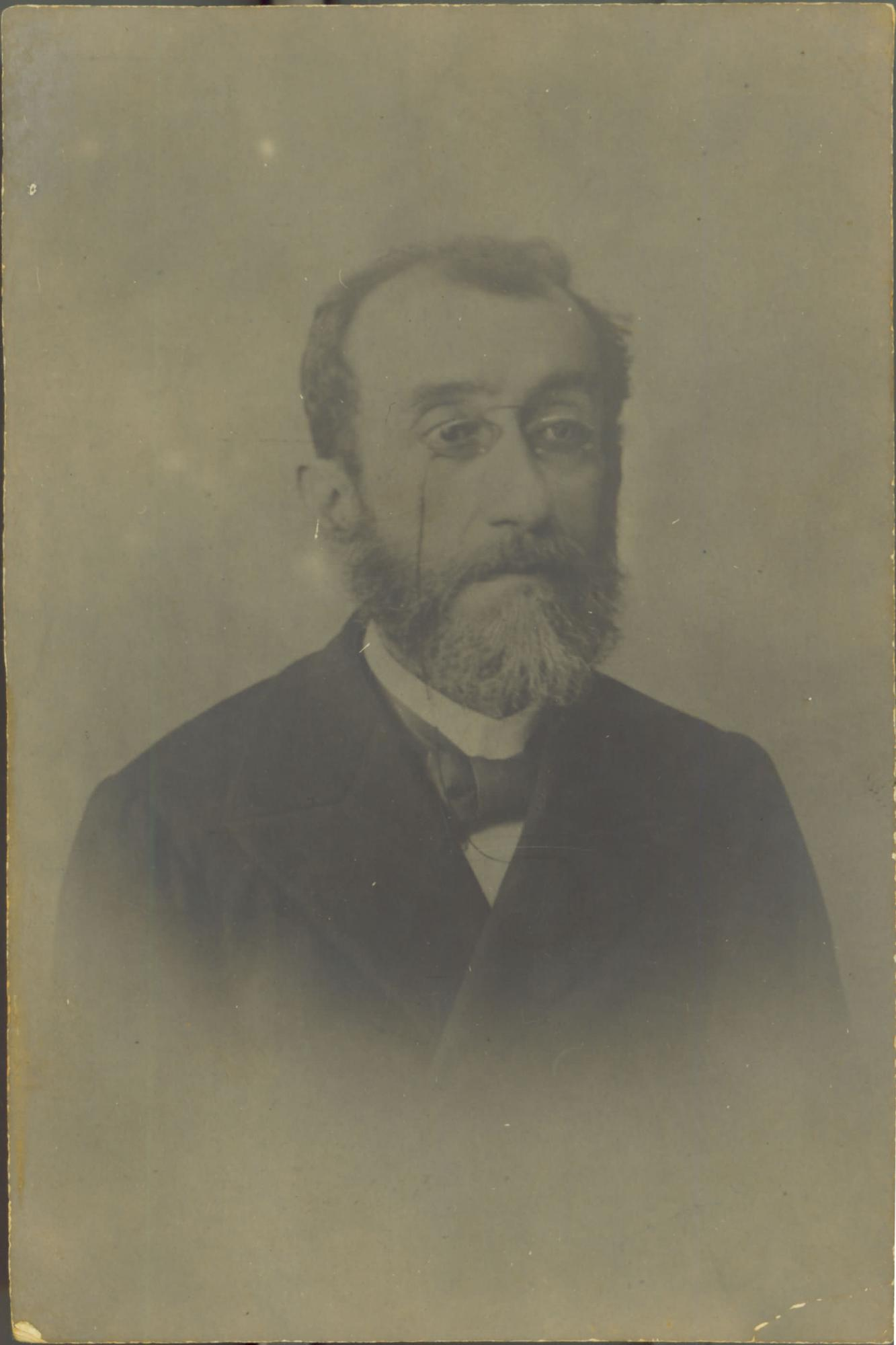
Último retrato de José Pedro Xavier da Veiga. Fotografia é parte do acervo iconográfico do Arquivo Público Mineiro. Notação: TFC-4-001.

José Pedro Xavier da Veiga (Campanha, 13 de abril de 1846 – 8 de agosto de 1900) foi um intelectual, jornalista, historiador e político brasileiro. Foi  precursor dos estudos sobre jornalismo em Minas Gerais.

## Biografia
Era filho do tenente-coronel Lourenço Xavier da Veiga, também jornalista, que escrevia na cidade de Campanha os periódicos Nova Província e O Sul de Minas, nos quais defendia a criação de uma nova província no sul de Minas, e de Jesuína de Salles Veiga. Era irmão do jornalista Bernardo Saturnino da Veiga.
Era também sobrinho de Evaristo da Veiga, redator da "Aurora Fluminense", periódico opositor de D. Pedro I, cujas críticas muito contribuíram para a sua decisão de abdicação ao trono. Foi deputado provincial e senador estadual por Minas Gerais.
Em janeiro de 1899 foi designado delegado de Minas Gerais para tratar da questão das terras em litígio com o Estado do Espírito Santo, foi recebido em Petrópolis pelo governador Alberto Torres em reunião que não obteve sucesso.
A sua monografia A imprensa de Minas Gerais 1807-1897 (In: Revista do Arquivo Público Mineiro, Ano III, 1898. pp. 169-249) foi o primeiro trabalho produzido sobre a história do jornalismo em Minas.
Publicou Efemérides mineiras, obra reeditada em 1998, pela Fundação João Pinheiro. Foi o primeiro diretor e fundador do Arquivo Público Mineiro tendo cedido a parte térrea da sua própria casa para abrigar a instituição ora nascente, foi ainda o fundador e primeiro editor da Revista do Arquivo Público Mineiro.